# Centrale Verkeersleiding

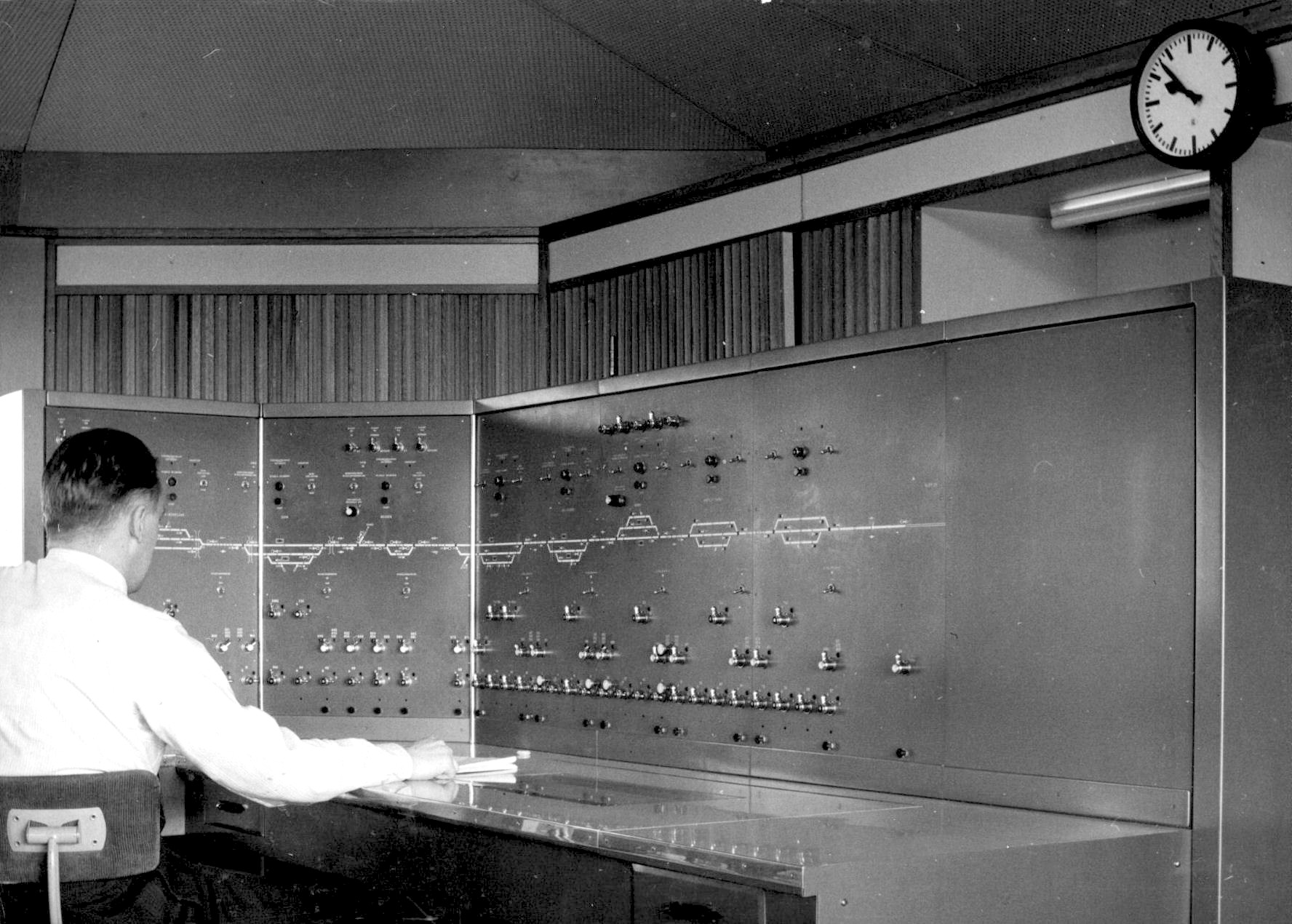
Interieur van de Centrale Verkeersleidingspost (CVL-post) van de NS te Nijmegen

De centrale verkeersleiding (CVL) is een relaisbeveiliging voor het gecentraliseerd bedienen en beveiligen van een spoorlijn met meerdere emplacementen en/of stations. Het is in Nederland op veel plaatsen in gebruik geweest, voor het eerst in 1960. Vanaf dat jaar was de spoorlijn tussen Nijmegen en Blerick met CVL uitgerust.
Ook bij tram- en metronetten wordt soms gesproken van een centrale verkeersleiding. 

## Werking
Een spoorlijn en de emplacementen langs die lijn zijn schematisch afgebeeld op een of meer CVL-tableaus. Er zijn soms meerdere treindienstleiders aanwezig, die elk een tableau of een deel van een tableau bedienen. Sporen worden met witte lijnen aangegeven. De wisselstanden worden met beweegbare onderdelen aangegeven. Treinen worden aangegeven met lampjes in de lijnen die de sporen verbeelden. Voor en na wisselstraten (groepen wissels) zijn twee knoppen aangebracht, namelijk een grote beginknop en een kleinere eindknop. Door op de beginknop op een spoor aan één zijde van de wisselstraat te drukken en op de eindknop aan de andere, vraagt de treindienstleider een rijweg, een route, aan van de ene naar de andere zijde van de wisselstraat. De CVL-bediening zoekt met behulp van de relaisschakeling een rijweg tussen deze twee punten.
Het bedieningstableau en de relaisschakelingen die rijwegen zoeken noemt men de bedieningslaag van de CVL. De bedieningslaag heeft geen veiligheidsfuncie. In de relaisschakelingen voor de bediening zijn J-relais toegepast. Die zijn goedkoper dan B-relais, die toegepast worden in de schakelingen voor de beveiliging.
Centrale verkeersleiding lijkt erg op NX-beveiliging. Het verschil is dat de bediening van seinen en wissels bij CVL meer gecentraliseerd is, en dus de afstand tussen de bedieningspost en de bediende seinen en wissels bij CVL veel groter kan zijn. Bij CVL heeft ieder station en ieder emplacement wel zijn eigen relaishuis, waarin de schakelingen voor de beveiliging zijn ondergebracht. Alleen de besturing en bediening zijn gecentraliseerd. 

## Railverkeersleiding

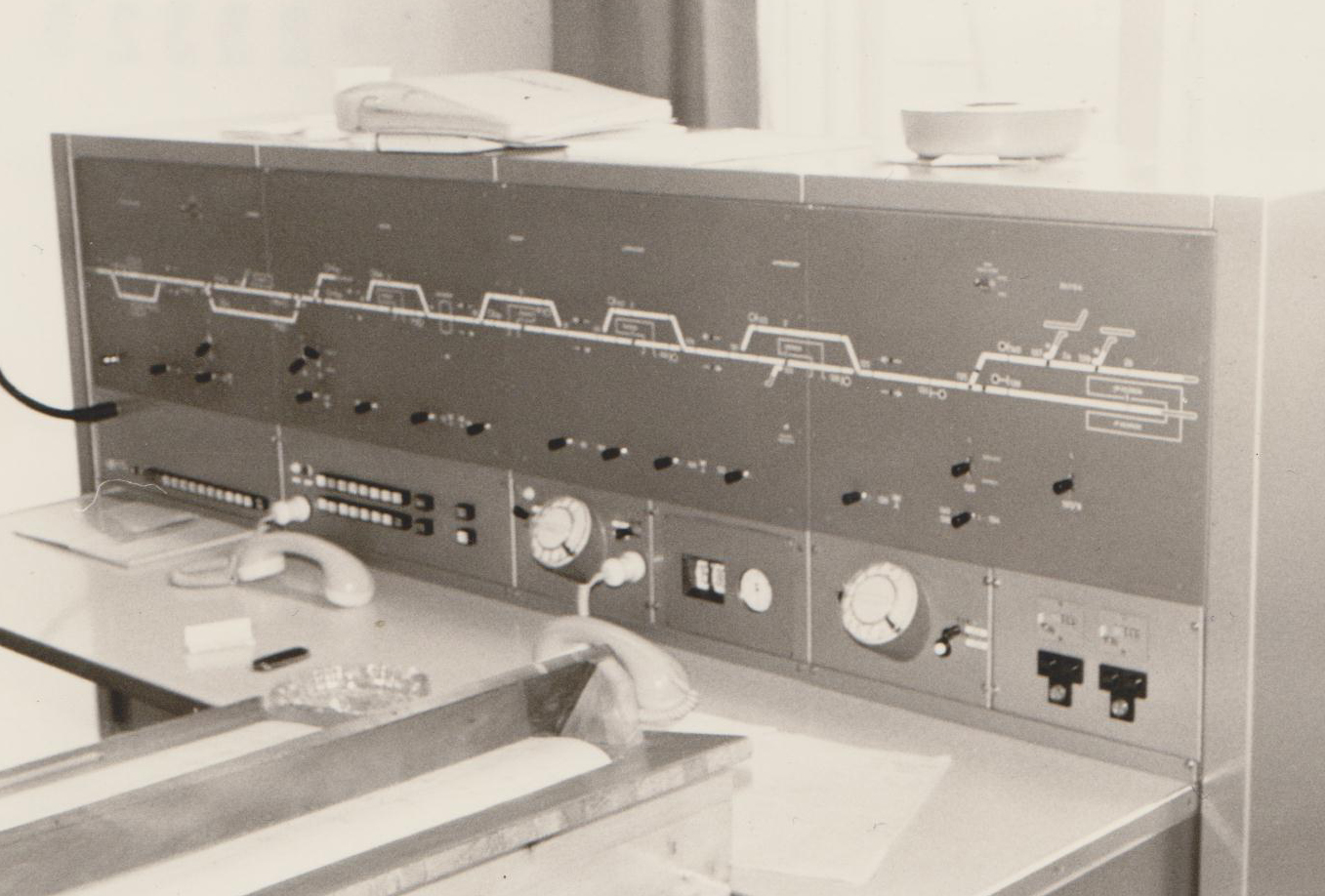
Vereenvoudigde Centrale Verkeersleiding (VCVL) bediening van het traject Groningen - Delfzijl te Groningen

De schaal van de bediening van het spoor met CVL viel samen met de schaal van de railverkeersleiding. De railverkeersleiding werd gecombineerd met de bediening van wissels en seinen, want de verkeersleider zat gewoonlijk bij de treindienstleiders in de 'seinzaal', dat is de zaal waarin de CVL-tableaus geplaatst zijn. Dit verklaart de benaming centrale verkeersleiding of CVL.